# Алмазов Іван Васильович
Іван Васильович Алмазов (20 січня 1902, Єсаулівка — 23 травня 1972, Вінниця) — український науковець-морфолог, гістолог, педагог. Доктор медичних наук (1950), професор (1951). Дослідник морфології крові та кровотворних органів, форменних елементів крові в антенатальному та постнатальному періодах.
Наукову діяльність розпочав у Харкові, де майже 15 років працював на кафедрі гістології Харківського медичного інституту (1927—1941). Під час німецько-радянської війни переїхав до Вінниці, де протягом 25 років керував кафедрою гістології Вінницького медичного інституту (1944—1969). Учень професора Володимира Рубашкіна.

## Життєпис
Народився 20 січня 1902 року в селі Єсаулівка (нині в складі міста Розсош Воронезької області РФ).
У 1927 році закінчив кафедру гістології Харківського медичного інституту, де відтоді й працював асистентом, з 1939 року — доцентом. Учень професора Володимира Рубашкіна.

Могила Івана Алмазова, Підлісне (Центральне) кладовище

Протягом року (1937—1938) обіймав посаду старшого асистента кафедри гістології Київського медичного інституту. З 1941 року — доцент кафедри судової медицини Ленінградського юридичного інституту, який тоді розташовувався в місті Джамбул, КРСР.
У 1944 році переїхав до Вінниці, де обійняв посаду виконувача обов'язків заступника директора Вінницького медичного інституту. З 1946 року — завідувач кафедри гістології, брав активну участь у її повоєнній відбудові. У 1950 році здобув науковий ступінь доктора медичних наук, захистивши дисертацію на тему «Походження кров'яних пластинок». Через рік затверджений у вченому званні професора.
У 1969 році вийшов на пенсію через хворобу. Помер у 70-річному віці 23 травня 1972 року. Похований на Підлісному (Центральному) кладовищі Вінниці.

## Науковий доробок (частковий)
- Морфогенез кровяных пластинок при лейкозах // Сб. науч. работ Винн. мед. ин-та. Винница, 1963.
- Морфологические и гистохимические изменения форменных элементов крови и кровотворных органов под влиянием фигона // Тез. Всеукр. конф. гематологов. К., 1963
- Сравнительная морфология отводящих путей глаза человека и некоторых видов животных // Мат. 5-й науч. конф. по возрастной морфологии. Москва, 1964
- З історії кафедри гістології та ембріології Вінницького медінституту / І. В. Алмазов // Молодий медик. — 1967. — 18 берез. (№ 11)
- Краткий очерк истории кафедры гистологии и эмбриологии // Основные этапы и направления деятельности Винницкого медицинского института им. Н. И. Пирогова: (материалы юбилейной научной конференции ВМИ) / отв. ред. М. П. Рудюк. — Київ: Здоров'я, 1969. — С. 57–60.
- Атлас по гистологии и эмбриологии: [Учеб. пособие для мед. ин-тов]. — Москва: Медицина, 1978. — 543 с. : ил.